# (78123) Dimare
(78123) Dimare est un astéroïde de la ceinture principale.

## Description
(78123) Dimare est un astéroïde de la ceinture principale. Il fut découvert le 10 juillet 2002 à Campo Imperatore par Fabrizio Bernardi et Andrea Boattini. Il présente une orbite caractérisée par un demi-grand axe de 2,39 UA, une excentricité de 0,11 et une inclinaison de 6,3° par rapport à l'écliptique.

## Compléments